# Zizinho (football, 1962)
Pour les articles homonymes, voir Zizinho et dos Santos.
Gerardo Francisco dos Santos dit Zizinho est un footballeur brésilien né le 11 juin 1962 à São Paulo et mort le 29 juillet 2021, il jouait au poste de milieu de terrain.

## Biographie
Ses trois fils sont eux aussi des footballeurs professionnels :
- Éder dos Santos Ramírez, dit Éder dos Santos ou Éder (1er février 1984 à Monterrey).
- Giovani Alex dos Santos Ramírez, dit Giovani dos Santos ou Giovani (11 mai 1989 à Monterrey), joue au Club América.
- Jonathan dos Santos Ramírez, dit Jonathan dos Santos ou Jonathan (26 avril 1990 à Monterrey), joue au Club América.

## Carrière
- 1978-1980 : São Paulo FC
- 1980-1982 : Club América 23 (5)
- 1982-1983 : Club León 37 (10)
- 1983-1984 : Club América 27 (5)
- 1984-décembre 1985 : Club Necaxa 25 (4)
- Janvier 1986-décembre 1987 : Club Deportivo FAS
- Janvier 1988-décembre 1989 : CF Monterrey
- Janvier 1990-1991 : Club León 23 (3)
- Janvier 1992-1997 : Monterrey La Raza (Équipe de football Indoor)

## Palmarès
- 1 Campeonato Paulista en 1980 avec São Paulo